# Sarcophaga siciliae
Sarcophaga siciliae är en tvåvingeart som beskrevs av Povolny 1998. Sarcophaga siciliae ingår i släktet Sarcophaga och familjen köttflugor. Inga underarter finns listade i Catalogue of Life.